# Antenne West
Antenne West war ein privater rheinland-pfälzischer Hörfunk- und Fernsehsender mit Sitz in Trier. Das Programm ging zunächst als "Radio 22" im Jahr 2001 nach Lizenzierung durch die Landeszentrale für private Rundfunkveranstalter Rheinland-Pfalz auf Sendung. Im Jahr 2009 wurde der Sendetrieb wegen Insolvenz eingestellt.

## Geschichte
Im Jahr 2000 erfolgt die Gründung der „Antenne West GmbH & Co. KG“ als Rundfunkunternehmen durch Sven Herzog und das Rundfunkprogramm „Radio 22 Trier 88,4“ wird lizenziert.
Im Folgejahr werden die Vermarktungsgesellschaften für Werbung „Regie 1 Deutschland GmbH“, exklusiver Vermarkter der Radio Trier 22 GmbH & Co. KG in Deutschland, und „Regie 1 Sarl Luxembourg“ für die Vermarktung in Luxemburg gegründet. Im Jahr 2002 gelingt es Antenne West, über einen Handelsvertretervertrag die Gesamtvermarktung für RTL Radio Luxembourg 93.3 97.0 im Vermarktungsgebiet Deutschland, Luxemburg, Frankreich und Belgien zu übernehmen. Regie 1 verkaufte nachfolgend mehr Radio-Werbesekunden, als alle anderen Radiosender in der Region Trier zusammen. Die Gesamtvermarktung für Rockland Radio Trier 105.8, Bitburg 107,9 kommt 2003 hinzu.
Eine Fernsehgenehmigung für die Region Trier wird 2005 gewonnen. Es folgt die Gründung der „Trier 1 Television GmbH“, die unter anderem in den Kabelnetzen Trier, Bitburg und Wittlich auf Sendung ging. Im Folgejahr erfolgte auch die Einschaltung in alle TV-Kabelnetze in Luxemburg (Coditel und Eltrona).
Im Jahr 2006 startete auch das Print-Boulevardmagazin „Antenne West 90 Sekunden“. Das werbefinanzierte Heft erschien bis September 2009 monatlich in einer Auflage von 10.000 Exemplaren.
Zusammen mit RTL Radio 93.3 97.0–Direktor Holger Richter startete Sven Herzog im Dezember 2008 das erste Hörfunkprogramm für die ganze Großregion. RTL Radio wechselte die Musikfarbe und produzierte das Programm wieder exklusiv für die Region Eifel/Saar/Mosel/Hunsrück/Luxembourg/Lothringen und Belgien.
Im Februar 2009 beendete Antenne West die Vermarktung von RTL Radio 93.3 97.0 und es folgte ein Rechtsstreit über die Zulässigkeit der Kündigung. In der Folge kam es im Oktober 2009 zur Insolvenz von „Regie 1 Sarl Luxembourg“, der ehemaligen Vermarktungsagentur für RTL Radio 93.3 97.0 und Antenne West in Luxemburg, und im November 2009 auch zur Insolvenz der „Antenne West GmbH & Co. KG“ selbst – infolge der Insolvenz der „Regie 1 Deutschland GmbH“, der ehemaligen Vermarktungsagentur von RTL Radio 93.3 97.0 für Deutschland. Der Sendebetrieb in bisheriger Form wurde eingestellt, und eine Übergangsregelung eingesetzt.

## Reichweite und Programm
Das Hörfunkprogramm war in der Region Trier und im nördlichen Saarland via UKW über relativ schwache, dafür aber zahlreiche Senderstandorte zu empfangen.
Antenne West strahlte nach Angaben der Landesmedienanstalt ein Programm für junge Hörer aus. Das Fernsehprogramm Antenne West TV war regional im Kabelnetz zu empfangen. Das neue Programm begann jeweils werktags ab 19:00 Uhr. Es wurde in der Regel stündlich wiederholt. Samstag und Sonntag wurde eine Zusammenfassung des Wochen-Programms gezeigt. Auf dem gemeinsamen Satellitenkanal von TV Mittelrhein und wwtv konnte der Wiederholungsblock des Fernsehprogramms täglich je eine Stunde ab 22 Uhr und ab 16 Uhr des Folgetages empfangen werden.

## Ende und provisorische Übergangsregelung
Wegen wirtschaftlicher Schwierigkeiten war das Radio- und das Fernsehprogramm im November 2009 ausgesetzt worden. Am 26. November 2009 hatte der Firmenchef Sven Herzog beim Amtsgericht Trier unter Az.: 23 IN 201/09 Insolvenzantrag gestellt. Zum vorläufigen Insolvenzverwalter wurde Rechtsanwalt Hans-A. Brauer bestellt. Die Koblenzer Staatsanwaltschaft ermittelte aufgrund einer Strafanzeige von ehemaligen Mitarbeitern gegen Herzog wegen möglicher Insolvenzverschleppung und Steuerhinterziehung. Der Anklagepunkt Insolvenzverschleppung wurde aber fallengelassen. Auch die Ermittlungen der Staatsanwaltschaft zur Steuerhinterziehung führten nicht zu einer Anklage.
Am 21. Dezember 2009 teilte die Landeszentrale für Medien und Kommunikation (LMK) mit, dass "voraussichtlich ab dem 3. Januar 2010 vorläufig" die über die ehemals von Antenne West genutzten Frequenzen 88,4 MHz Trier, 94,7 MHz Wittlich und 87,8 MHz Welschbillig, ein unmoderiertes Musikprogramm im „Adult Contemporary“ (AC)-Format gesendet werde. 
Im Februar 2010 wurden die Frequenzen des Senders neu ausgeschrieben. Cityradio Trier, der lokale Hörfunksender für Trier & die Eifel-Mosel-Region, bekam nachfolgend den Zuschlag. Am 13. November 2010 konnte er seinen Sendebetrieb auf den drei Frequenzen aufnehmen. Bis dahin lief ein Übergangsprogramm. 
Dieses Übergangsprogramm enthielt in der Zeit von Montag bis Freitag von 6.00 Uhr bis 18.00 Uhr stündlich Nachrichten und zur halben Stunde tagesaktuell produzierte lokale Informationen mit einer Länge von 1,5 bis 3 Minuten. Das Format lief unter dem Namen 884 Trier, wurde über die drei genannten Senderstandorte ausgestrahlt und war damit in der Stadt Trier und dem Umland zu empfangen.
Die Landeszentrale für Medien und Kommunikation (LMK) Rheinland-Pfalz hatte sich zu dieser befristeten Übergangsmaßnahme entschlossen, da anderenfalls erhebliche Nachteile auf die rheinland-pfälzischen Lokalsender insgesamt zugekommen wären. Die Ausstrahlung in Trier war Bestandteil einer Senderkombination. Für die nationale Werbung bei Ausfall eines Teils der Werbeleistung durch Wegfall von Sendern besteht die Gefahr, dass die Vermarktung auch der anderen Sender Schaden nimmt. Darüber hinaus begann Anfang 2010 die Media-Analyse (MA), die die jeweiligen Hörerreichweiten ermittelt. Auf eine solche kontinuierliche Ermittlung ist auch derjenige Veranstalter angewiesen, dem letztlich diese Frequenzen nach einem Ausschreibungsverfahren durch die LMK zugeordnet werden.
Die Frequenz 101,7 MHz in St. Vith wurde 2009 neu ausgeschrieben und an Radio 700 – Citystudio St. Vith regional vergeben. Am 15. November 2009 um 11 Uhr ging das Programm dort auf Sendung. 
Die 105,1 MHz in Merzig wurde 2010 neu ausgeschrieben und an den Lokalsender Radio Merzig vergeben. Dieser nahm am 13. August 2010 um 15:00 Uhr seinen Sendebetrieb auf und sendete bis zum 18. Juli 2016. Dann stellte Radio Merzig seinen Betrieb ein.

## Frequenzen
Antenne West wurde ehemals auf den folgenden Frequenzen ausgestrahlt:
| Frequenz | Standort         | Leistung (kW) |
| -------- | ---------------- | ------------- |
| 87,8     | Welschbillig     | 0,125         |
| 88,2     | Naurath/Wald     | 0,05          |
| 88,4     | Trier-Petrisberg | 0,5           |
| 88,4     | Hermeskeil       | 0,4           |
| 88,6     | Rivenich         | 0,04          |
| 94,7     | Trierweiler      | 0,04          |
| 94,7     | Wittlich         | 0,2           |
| 95,1     | Saarburg         | 0,1           |
| 100,5    | Konz-Oberemmel   | 0,3           |
| 101,7    | Sankt Vith       | 1             |
| 105,1    | Merzig           | 0,1           |
| 106,1    | Mettlach         | 0,1           |

Geplant waren noch Sender in Adenau und Daun, aufgrund der Insolvenz konnten sie aber nicht mehr in Betrieb genommen werden.